# Ed (文本编辑器)
ed（editor）是用于Unix和类Unix操作系统的行编辑器。它是Unix操作系统在1969年8月开发出来的最初部分。它仍旧是POSIX和Open Group的基于Unix的操作系统标准的一部分，与更加完备的全屏幕编辑器vi并列。

## 历史和影响
ed文本编辑器是Unix操作系统最初的三个要件之一：汇编器、编辑器和shell，它们是肯·汤普逊在1969年8月于AT&T贝尔实验室在PDP-7上开发的。ed的很多特征来自qed文本编辑器，它是汤普逊的母校加州大学伯克利分校开发的 。汤普逊非常熟悉qed，曾经在CTSS和Multics系统上重新实现过它。汤普逊版本的qed曾因首先实现了正则表达式而著名。正则表达式也实现于ed中，尽管相比qed中的这里实现的要相当不具一般性。
丹尼斯·里奇生产了后来道格拉斯·麥克羅伊所描述的“终极”ed，ed的各方面转而影响了ex，它依次又产生了vi。非交互式Unix命令grep受到qed和后来的ed常见特定用法的启发，它们的命令g/re/p含义是全局查找正则表达式re并打印包含它的行。Unix流式编辑器sed实现了未被Unix上的ed所支持的qed的很多脚本特征。

## 特征
ed的特征包括：
- 在所有Unix系统上必然可获得，在符合单一UNIX规范的系统上是强制的。
- 模态编辑器，支持命令模式、文本模式和查看模式。
- 支持正则表达式。
- 通过从标准输入获取命令而达成的强力自动化。

著称于它的简洁性，ed几乎不给予视觉反馈，故而曾被Peter H. Salus称为“曾有过的最仇视用户的编辑器”，即使是比较于同时代的（因复杂而声名狼藉的）TECO。例如，在有错误的情况，或它想要确认用户希望不保存退出的时候，ed产生的消息就是“?”。它不报告当前文件名或行号，甚至不显示变更文本的结果，除非发出要求。更老版本（大约1981年）在发起退出命令而用户没有保存变更的时候甚至不提示确认。这种简洁性对Unix的早期版本是适当的，那时控制台是电传打字机，调制解调器很慢，而内存是珍贵的。计算机技术进步使得这些限制解除了，有更多视觉反馈的编辑器成为常规。
在当前实践中，ed极少交互式使用，但却在一些shell脚本中有所使用。对于交互式使用，ed于1980年代被sam、vi和Emacs编辑器取代。ed事实上可以在所有可获得的Unix和Linux版本上找到，因此对必须在多个版本Unix上工作的人有用。在基于Unix的操作系统上，一些实用工具如SQL Plus运行ed作为编辑器，如果EDITOR和VISUAL环境变量没有定义的话。如果在故障的情况下，ed有时是唯一可获得的编辑器。这几乎是它交互式使用的唯一时刻。
ed命令在其他基于行的编辑器中经常被模仿。例如，在早期版本的MS-DOS和32-bit版本的Windows NT中，EDLIN有某种程度上类似的语法，在很多MUD（LPMud和后代）中的文本编辑器使用类似ed的语法。但是这些编辑器典型的在功能上更加有限。

## 例子
下面是一个ed会话的例子抄录。为了清晰，命令和用户键入的文本使用正常显示，而来自ed的输出被高亮显示。
```
a
ed is the standard Unix text editor.
This is line number two.
.
2i

.
,l

ed is the standard Unix text editor.$

$

This is line number two.$

3s/two/three/
,l

ed is the standard Unix text editor.$

$

This is line number three.$

w text

65

q

```

最后结果是包含下列文本的一个简单文本文件:
```
ed is the standard Unix text editor.

This is line number three.

```

开始于一个空文件，a命令附加文本，所有ed命令都是单一字母。这个命令安置ed进入“插入模式”，插入随后的字符，并由只有一个单一的点的行终止。在此点终止前键入的两行进入文件缓冲区。2i命令也进入插入模式，并在第2行之前插入键入的文本，这里是空行。所有命令都可以前缀一个行号来在此行上进行操作。
在行,l中，l表示列表命令。这个命令前缀着一个范围，这里是,，它是1,$的简写。范围是由逗号分隔的两个行号，$意味着最后一行。作为回应，ed列出所有行，从最先至最后。这些行用美元号终结，所以在行尾的空白明显可见。
一旦空行被插入到第2行前，读作“This is line number two”的行，现在实际上是第3行。这个错误使用3s/two/three/命令来更正，这是替换命令。3指定应用这个命令的那个行；随后是要被替换的文本，接着是要替代成的文本。现在用,l命令列出的行是正确的了。 
w text命令写缓冲区到文件“text”，使得ed用“65”来响应，这是写到文件中的字符数目。q命令结束ed会话。

## 引用
1. ↑  Salus, Peter H. . Groklaw. 2005  [2019-06-02]. （原始内容存档于2017-07-04）.
2. ↑  ed – 命令与工具（Commands & Utilities）参考，单一UNIX®规范第7期，由國際開放標準組織发布
3. ↑  The Peter H. Salus, Daemon, the Gnu and the Penguin.  Ch. 2 & 3. Thursday, April 14, 2005 @ 10:56 PM EDT. http://www.groklaw.net/article.php?story=20050414215646742 （页面存档备份，存于） Accessed 10/29/2015.
4. ↑  D. M. Ritchie and K. L. Thompson, "QED Text Editor", MM-70-1373-3 (June 1970), reprinted as "QED Text Editor Reference Manual", MHCC-004, Murray Hill Computing, Bell Laboratories (October 1972).
5. ↑  McIlroy, M. D.  (PDF) (技术报告). CSTR. Bell Labs. 1987  [2019-06-02]. 139. （原始内容存档 (PDF)于2019-11-30）.
6. 1 2  Donald A. Norman.  (PDF). Datamation. 1981  [2019-06-02]. （原始内容存档 (PDF)于2014-04-16）.
7. ↑  Administering SQL*Plus. https://docs.oracle.com/cd/E11882_01/server.112/e10839/admn_sqlpls.htm#UNXAR166 （页面存档备份，存于） Accessed 7/23/2016.